# 大和文哉
大和 文哉（やまと ふみや、1935年8月29日 - 2024年2月28日）は、日本の経営者。間組社長を務めた。

## 経歴
福岡県出身。1958年に九州大学工学部土木工学科を卒業し、同年に間組に入社。1993年6月に取締役に就任し、1994年6月に常務、1995年6月に専務を経て、1996年6月に副社長に就任し、1987年6月に社長には昇格。2003年6月から特別顧問を務めた。
2024年2月28日、老衰のため死去した。88歳没。